# شهرستان آماسیا
شهرستان آماسیا (ارمنی: Ամասիայի շրջան) یکی از سی و هفت شهرستان  در تقسیم‌بندی جمهوری شوروی سوسیالیستی ارمنستان بود. مرکز این شهرستان آماسیا بود. طبق سرشماری سال ۱۹۸۷ میلادی جمعیت آن بالغ بر ۱۹٬۳۰۰ تن و مساحت آن ۶۰۸ کیلومتر مربع بود.

## مناطق مسکونی
- آرگنادم
- زوراکرت
- هوتون
- باندیوان
- آردنیس
- بیوراکن
- تساغکوت
- آلوار
- آغووریک
- لوراسار
- برداشن
- یریزاک
- گارناریچ
- هوغمیک
- شاغیک
- زاریشات
- گتاشن
- مغراشات
- پاغاکن
- کامخوت
- آراوت
- یغناجور
- جرادزور
- ووغجی
- داریک